# Batalha de Órbigo
A Batalha de Órbigo foi travada em 456 às margens do rio Órbigo entre as forças dos Suevos e dos Visigodos e seu aliados.

## História e consequências
Os Suevos haviam se convertido ao Cristianismo. Todavia, graças às suas campanhas expansionistas e tendo à frente um Império Romano, nesta altura, muito debilitado graças às derrotas sofridas, o imperador Ávito, temendo uma represália, pede ajuda a Teodorico II dos Visigodos. Estes encampam então uma grande batalha contra os Suevos às margens do rio Órbigo (próximo a Astorga), o que culminou com a derrota dos últimos. Teodorico II dirige-se então com seus soldados para Bracara (Braga), a capital sueva, saqueiam a cidade e infligem nova derrota aos Suevos, concluindo com a morte do rei Requiário.
Assim se refere o cronista Idácio de Chaves:
| “ | ... o rei dos godos Teodorico, com forte exército e por desígnio e ordem do imperador Ávito, e tendo-se-lhe oposto o rei dos suevos, Rechiário, junto ao rio Órbigo, é vencido no combate travado. | ” |
|   | — Idácio. |   |

## Outras batalhas
Todavia neste mesmo lugar, ao longo dos tempos, houve várias outras batalhas, entre elas a que foi travada no ano de 900 entre o rei Alfonso III o grande (866-910), das Astúrias, em seu segundo reinado e as tropas cordovesas do emir Abdalá I (888-912). Mais tarde (século XIII) foi construída uma ponte sobre este rio, chamada de Ponte do rio Órbigo e também Ponte do passo honroso, este segundo nome é devido a uma tradição de que um nobre de Leão, ao ter tido suas pretensões recusadas por uma dama, decidiu enfrentar sozinho centenas de outros cavaleiros para dar provas de sua honra. Bem próximo à ponte, às margens do rio, local onde se travou a batalha entre Suevos e Visigodos, foi construído o Hospital de Órbigo para lembrar  a memória dos feridos de ambos os lados e que foram tratados naquele exato lugar. Outras fontes, entretanto, atestam que o referido hospital foi construído para ajudar a peregrinos e necessitados.